# 翼鰓類
翼鰓類（よくさいるい）またはフサカツギ類（-るい、Pterobranchia） は、半索動物の1群で、棲管の中に住み、群体をなし、個虫は触手の並んだ触手腕を広げて餌を採る、ごく小型の動物である。　

## 概説
フサカツギ類はごく小さな動物で、その本体はせいぜい数mmでしかない。集合体か群体をなし、個々の動物体（個虫）は自らが分泌した棲管の中にひそむ。ただし棲管を持たず、単独生活をする種が1種のみ報告されている。
動物体はほぼ卵形をなし、頭盤・頸、後体の3部から成り、後体の後端からは柄が伸びる。頸の部分からは触手腕が対をなして生じ、その上には細かな触手が並ぶ。消化管は頭盤と頸の間の口から後体部に伸び、そこでU字に曲がり、肛門は後体部前端近くにある。鰓裂は1対のみ、ただしこれを欠くものもある。半索動物にはもうひとつ腸鰓類（ギボシムシ類）があり、これは細長い長虫状の動物で、この群とは外見が全く異なるが、構造の基本は共通する。発生は直接発生的だが、詳細は研究が不十分である。
現生種は少なく、容易に観察出来るものではないが、古生代より知られるフデイシ類を本群に含める判断もある。

## 特徴
動物の本体部はせいぜい数mm程度の小型の動物で、群体を作っているか、または集合体をなしている。体の構造は半索動物の基本構成として前体、中体、後体の3部からなる。本群では前体部は頭盤(cephalic shield)と呼ばれ、楯形か、あるいは円盤状をしている。この部分は柔らかくてよく変形し、ここで棲管に吸着して本体を固定し、あるいは移動の際にも役立つ。またコラーゲン様の物質を分泌し、これは棲管を作るのに用いられる。中体部は頭盤から滑らかに移行し、ギボシムシ類に見られる吻部と襟の間のような明確なくびれはない。中体部は頸と呼ばれ、ここには対をなす細長い突起があり、これを触手腕(tentaculated arm)と呼ぶ。触手腕には多数の細長い触手を持つ。後体部は体幹と呼び、前方の丸く膨らんだ部分に消化管などの内臓が収まり、この部分を体幹主部という。その後端からは細長いひも状のものが伸びており、これを柄部という。柄部は筋肉質で伸び縮みが出来る。また群体性のものはこの柄部で互いに連絡している。口は頸の腹部側にあり、頭盤の後端に覆われている。肛門は体幹主部の前端近く、その背面に開く。鰓裂は体幹主部の前端近く、その背面に口を開き、その口は長円形をしている。鰓裂は1対のみで、これを欠く群もある。また、生殖孔は肛門のやや前、頸の後ろの位置にある。
内部では消化管は大きくU字形に曲がる。柄部の中には体幹の体腔が深く入り込んで中空となっている。頭盤には前体部の体腔である吻内腔があり、背側に小孔があって外部に通じる。中体部の体腔である襟内腔は1対の小孔で外部に通じ、また触手腕の中にも伸びて触手に至る。

## 生態など
全て海産の動物である。全世界の海から知られ、主に水深50mより深い海底に生息するが、潮間帯付近から知られる種もある。
下記のように柄部で出芽増殖し、集団で生活するものがほとんどである。エラナシフサカツギ属では柄部から発達した走根（芽茎）により栄養的に繋がった群体をなし、エラフサカツギ属では寒天質樹状の棲管に住み、個虫の間に有機的な連絡はない。
餌を採るのは触手腕を使う。そこにある繊毛を使って水流を作り、流れてくる微小プランクトンを粘液で吸着して食べる。餌を含む粘液は頸表皮の繊毛によって触手腕の基部から頸の表皮を経由して口に運ばれる。

## 生殖と発生
無性生殖は柄の部分で出芽をすることで行われる。有性生殖では、雌雄異体であり、受精は卵巣の中で行われると思われる。知られている範囲では、産卵された卵は棲管の中で発生を進め、卵形の原腸胚の段階で孵化する。この段階では口も肛門もなく、体表には短い繊毛が一様に生えており、これで移動し、這い回ることが出来る。種によってはこの段階で数日にわたって移動することも知られ、その後に基盤上に固着し、棲管を形成しながら成体の構造を発達させる。このように特別な幼生はなく、直接発生的である。

## 系統
腸鰓類（ギボシムシ類）と共に半索動物門を構成する。この類の大きな特徴としては体が前体部、中体部、後体部の3つに分かれ、それぞれに体腔がある。腸鰓類ではそれぞれ吻、襟、体幹と呼ばれるが、本群ではそれらのうち吻は扁平な盤状になって頭盤を作り、体幹はその大部分が短くまとまって内臓を収める後体本体部になって後方に柄部を作るように変化した。また襟には対をなす触手腕が生じた。このように考えると、両者の体制は同じであることが分かる。ただし本群では鰓列はあっても1対のみで、これを欠くものもある。また腸鰓類の吻内にある消化管前端の壁が硬化して突き出した口盲管があり、これはかつて脊索と相同であると考えられたものであるが、本群ではこれは前体部と中体部の境目にある。
なお、古生代の化石動物として知られるフデイシ類は小さな部屋が多数並んだ構造の骨格の形で知られ、軟体部は不明だが、その構造や成分などから本群との類似性が指摘される。フデイシ綱として独立させる扱いが行われるが、本群に含める判断もある。構造としては化石種では胞と呼ばれる小部屋を持つのに対して、現生種では棲管であって胞は形成しない。

## 下位分類
世界に約30種が知られ、3属に分ける。これをさらに2科に分けるが、目のランクでも分けるべきとの説もある。
以下は西村(1995)による。
- Rhabdopleuridae　エラナシフサカツギ科：鰓裂がない。個虫は柄部が変形した走根となる。
  - Rhabdopleura　エラナシフサカツギ属
- Cephalodiscidae　エラフサカツギ科：鰓裂は1対ある。
  - Cephalodiscus　エラフサカツギ属：棲管を持つ。
  - Aubaria　エノコロフサカツギ属：棲管を持たない。エノコロフサカツギ1種のみを含む。

日本では2属3種が知られているが、研究は進んでいない。種名が判明しているのは以下の2種のみである。ただしエノコロフサカツギについては実は棲管に住むものがたまたま抜け出た形で発見されたものではないかとの疑念を向ける向きもある。
- エラフサカツギ科
  - エラフサカツギ属：レヴィンセンフサカツギ C. levinseni
  - エノコロフサカツギ属：エノコロフサカツギ A. heterolopha

他にエラフサカツギ属のナギサエラフサカツギが琉球列島の潮間帯で発見されているが、これは未だに種名が確定していない。他に21世紀になって幾つか採集されており、それらは未だ種名が明らかにされていない。それらについてはエノコロフサカツギとの関連で研究が進められている。